# Prezidentské volby v Moldavsku 1991
Prezidentské volby v Moldavsku v roce 1991 se konaly 8. prosince 1991. Kvůli bojkotu Lidové fronty Moldavska byl Mircea Snegur jediným kandidátem, který se voleb zúčastnil a byl zvolen.

## Pozadí
Volby se konaly za velkého etnického napětí, neboť separatisté v Gagauzii a Podněstří prohlásili, že se voleb nezúčastní.

## Výsledky
| Kandidát                  | Kandidát                  | Strana                    | Hlasy     | %     |
| ------------------------- | ------------------------- | ------------------------- | --------- | ----- |
|                           | Mircea Snegur             | nestraník                 | 1 952 142 | 98,22 |
| Proti                     | Proti                     | Proti                     | 35 451    | 1,78  |
| Celkem                    | Celkem                    | Celkem                    | 1 987 593 | 100   |
|                           |                           |                           |           |       |
| Platné hlasy              | Platné hlasy              | Platné hlasy              | 1 987 593 | 99,96 |
| Neplatné hlasy            | Neplatné hlasy            | Neplatné hlasy            | 791       | 0,04  |
| Celkem hlasů              | Celkem hlasů              | Celkem hlasů              | 1 988 384 | 100   |
| Registrovaní voliči/Účast | Registrovaní voliči/Účast | Registrovaní voliči/Účast | 2 368 287 | 83,96 |
| Zdroj:                    |                           |                           |           |       |